# Cicatrisestoloides costaricensis
Cicatrisestoloides costaricensis är en skalbaggsart som beskrevs av Stefan von Breuning och Heyrovsky 1964. Cicatrisestoloides costaricensis ingår i släktet Cicatrisestoloides och familjen långhorningar.
Artens utbredningsområde är Costa Rica. Inga underarter finns listade i Catalogue of Life.